# Chanelle Bonaventure
Chanelle Bonaventure (Verviers, 5 juli 1991) is een Belgisch politica voor de PS.

## Biografie
Bonaventure behaalde in 2013 een regentaat Frans aan de Haute École Charlemagne Les Rivageois in Luik. Ze was vervolgens een aantal maanden aan de slag als leerkracht Frans en werkte daarna van 2014 tot 2018 als opleidster bij Lire et Ecrire in Verviers, dat analfabete volwassenen leert lezen en schrijven. Van 2018 tot 2021 was ze opleidster schriftelijke en mondelinge communicatie in het Frans bij arbeidsbemiddelaar Forem.
Ze engageerde zich ook in de politiek en is sinds 2017 voor de PS OCMW-raadslid in Dison. In oktober 2019 werd ze verkozen tot co-voorzitster van de Jeunes PS-federatie van het arrondissement Verviers.
Bij de federale verkiezingen in mei 2019 stond ze als vierde opvolger op de Kamerlijst van PS voor de provincie Luik. Op 1 juli 2021 legde ze de eed af als lid van de Kamer van volksvertegenwoordigers, als opvolgster van de overleden Marc Goblet. Als Kamerlid werd ze lid van de commissies Sociale Zaken en Mobiliteit en richtte ze zich op dossiers als de spoorwegen, langdurig zieken en beroepsziekten, arbeidsrechten en democratische hernieuwing. Bij de federale verkiezingen van juni 2024 bekleedde Bonaventure de vierde plek bij de effectieven, maar ze werd niet herkozen.